# Болдвин Парк (Калифорнија)
Болдвин Парк (енгл. Baldwin Park) град је у америчкој савезној држави Калифорнија. По попису становништва из 2010. у њему је живело 75.390 становника.

## Демографија
Према попису становништва из 2010. у граду је живело 75.390 становника, што је 447 (0,6%) становника мање него 2000. године.
| Група             | 2000.          | 2010.          |
| Белци             | 5.508 (7,3%)   | 3.232 (4,3%)   |
| Афроамериканци    | 1.219 (1,6%)   | 913 (1,2%)     |
| Азијати           | 8.826 (11,6%)  | 10.696 (14,2%) |
| Хиспаноамериканци | 59.660 (78,7%) | 60.403 (80,1%) |
| Укупно            | 75.837         | 75.390         |